# فيشنجان
فيشنجان (بالإيطالية: Visignano) هي قرية وبلدية في إستريا، كرواتيا، هو موقع مرصد فيشنجان الفلكي الذي هو موطن للعديد من البرامج الصيفية الدولية طويلة المدى للشباب في علم الفلك وعلم الآثار والبيولوجيا البحرية وغيرها من التخصصات.

## جغرافية
تقع على بعد 12 كيلومترًا شرق بوريتش و3 كيلومترات غرب طريق بولا - كوبر تقع على ارتفاع 244 مترًا ومتوسط ارتفاع البلدية بين 200-300 متر.

## التركيبة السكانية
كان عدد سكان فيشنجان 625 مع إجمالي عدد سكان البلدية 2187 منهم 71.7٪ من الكروات،9.1٪ إيطاليون و 6.2٪ أعلنوا أنفسهم إستريين. مثل معظم المستوطنات في المناطق الداخلية لإستريا، تشهد فيشنجان انخفاض عدد السكان في العقود الماضية حيث يهاجر الناس نحو الساحل، وفقًا لتعداد عام 2001.
وفقًا لتعداد عام 1921، كانت الغالبية العظمى من السكان من الإيطاليين.

## تاريخ

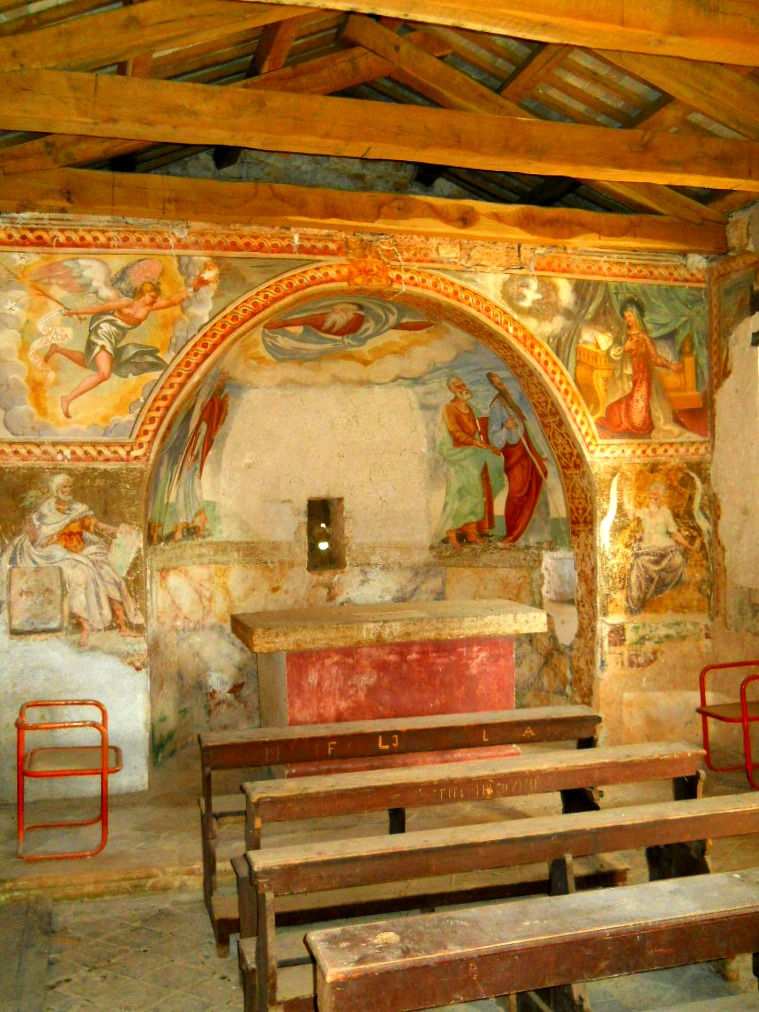
بايفا: كنيسة القديس يعقوب

في قرية سترباتشي 1 عثر على أقراط وإبر نحاسية على بعد كيلومتر من فيشنجان، جاء الإيليريون إلى المنطقة في مكان ما بين 2000 و1000 قبل الميلاد حل محلهم لاحقًا القلط، يمكن العثور على بقايا العصر القلطي على تل مونتميز وبقايا الفخار في جميع أنحاء المنطقة وكذلك في المدينة نفسها، على بعد بضعة كيلومترات إلى الغرب من فيشنجان، توجد مستوطنة ما قبل التاريخ والعصور الوسطى تسمى ديليان مع دير وكنيسة تسمى القديس يعقوب يرجع تاريخها إلى القرن الحادي عشر.
ذكرت فيشنجان لأول مرة في وثيقة من عام 1003 بعد الميلاد، كانت محاطة بجدار دفاعي حتى القرن الثامن عشر، يحتوي مدخل المدينة على بوابة متوجة بأسد من البندقية وكتاب مفتوح، كانت جزءًا من بلدية موتوفون حتى عام 1847 عندما أصبحت بلدية مستقلة، دُمجت لاحقًا في بلدية بوريك في عام 1947، بُني في عام 1976 مرصد فلكي في فيشنجان وأصبحت المدينة مركز علم الفلك في يوغوسلافيا، أصبحت فيشنجان بلدية مستقلة في عام 1993.

## روابط خارجية
- موقع فيشنجان الرسمي
- مرصد فيشنجان
- كاميرا ويب فيشنجان